# Ejido Palmarito
Ejido Palmarito är en ort i Mexiko.   Den ligger i kommunen Quecholac och delstaten Puebla, i den sydöstra delen av landet, 170 km öster om huvudstaden Mexico City. Ejido Palmarito ligger 2 193 meter över havet och antalet invånare är 416.
Terrängen runt Ejido Palmarito är kuperad österut, men västerut är den platt. Runt Ejido Palmarito är det ganska tätbefolkat, med 185 invånare per kvadratkilometer. Närmaste större samhälle är Palmarito Tochapán, 2,7 km sydväst om Ejido Palmarito. Trakten runt Ejido Palmarito består till största delen av jordbruksmark.